# Аникеев, Евгений Иванович
Евгений Иванович Аникеев (1924—2001) — поэт-баснописец, журналист, Заслуженный работник культуры РСФСР (1984).

## Биография
Евгений Аникеев родился 12 июня 1924 года в Смоленске.
До начала Великой Отечественной войны окончил восемь классов средней школы. 
В 1941 году в связи с приближением войск фашистской Германии к Смоленску был эвакуирован в город Семипалатинск. В августе 1942 году был призван в Красную Армию, в 1943 году окончил 1-е Туркестанское пулемётное училище. На фронтах Великой Отечественной войны с 1944 года. Командовал взводом в составе 46-го гвардейского ордена Красной Звезды батальона связи 4-го гвардейского Сталинградского Краснознаменного орденов Суворова и Кутузова механизированного корпуса. Участвовал в освобождении Румынии, Болгарии, Югославии, Венгрии, Чехословакии.
После демобилизации в 1947 году Евгений Иванович вернулся в Смоленск. В 1948 году с золотой медалью окончил 3-ю школу рабочей молодёжи, а затем - с красным дипломом историко-филологический факультет Смоленского педагогического института. Преподавал русский язык и литературу в средней школе, в 1953-1958 годах работал в редакции газеты «Смена», в 1958-1963 годах – в Смоленском книжном издательстве. В 1964 году перешёл в Смоленское отделение издательства «Московский рабочий», где трудился вплоть до ухода на пенсию в 1986 году. В марте 1977 года был принят в Союз писателей России.
Е.И. Аникеев писал лирические стихи и пьесы, рассказы и очерки, но главным в его литературной судьбе стал один из труднейших жанров - басня. Евгением Ивановичем опубликовано более 340 басен, включённых в восемь сборников. Впервые среди русских баснописцев Аникеев стал широко использовать трёхсложные размеры стиха и новое жанровое образование – двубасню, что позволило ему более широко изображать взаимосвязь явлений.
Заслуженный работник культуры Российской Федерации.
Награждён орденами Отечественной войны 1-й степени (06.04.1985), Красной Звезды (24.05.1945) и другими медалями.
Похоронен на Братском кладбище в городе Смоленске.

## Деятельность
После демобилизации в 1947 году Евгений Иванович вернулся в Смоленск. В 1948 году с золотой медалью окончил 3-ю школу рабочей молодёжи, а затем - с красным дипломом историко-филологический факультет Смоленского Педагогического института Смоленский государственный педагогический институт.  
Преподавал русский язык и литературу в средней школе, в 1953-1958 годах работал в редакции газеты «Смена», в 1958-1963 годах – в Смоленском книжном издательстве. В 1964 году перешёл в Смоленское отделение издательства «Московский рабочий», где трудился вплоть до ухода на пенсию в 1986 году . 
Е.И. Аникеев писал лирические стихи и пьесы, рассказы и очерки, но главным в его литературной судьбе стал один из труднейших жанров - басня. Евгением Ивановичем опубликовано более 340 басен, включённых в восемь сборников. Впервые среди русских баснописцев Аникеев стал широко использовать трёхсложные размеры стиха и новое жанровое образование – двубасню, что позволило ему более широко изображать взаимосвязь явлений.
В 1977 году Аникеев Е.И. стал членом Союза писателей СССР, а в 1984 году — Заслуженным работником культуры РСФСР.
Скончался 11 января 2001 года в Смоленске, похоронен на Братском кладбище Смоленска.
Был также награждён орденами Отечественной войны 1-й степени и Красной Звезды, рядом медалей.

## Семья
Два сына.
Жена: Аникеева Людмила Васильевна. Врач. 
Старший сын: Аникеев Геннадий Евгеньевич. Кандидат технических наук, преподаватель МЭИ